# Port lotniczy Kasese
Port lotniczy Kasese – port lotniczy zlokalizowany w ugandyjskim mieście Kasese. Obsługuje połączenia krajowe.

## Kierunki lotów i linie lotnicze
| Linia Lotnicza      | Kierunek   |
| ------------------- | ---------- |
| Aerolink Uganda     | 1. Entebbe |
| BAR Aviation Uganda | 1. Entebbe |